# Calligonum dubianskyi
Calligonum dubianskyi là một loài thực vật có hoa trong họ Rau răm. Loài này được Litv. mô tả khoa học đầu tiên năm 1913.